# Kytajhorod (Kamjanez-Podilskyj)
Kytajhorod (ukrainisch Китайгород; russisch Китайгород Kitaigorod, polnisch Huków) ist ein Dorf im Süden der ukrainischen Oblast Chmelnyzkyj mit etwa 400 Einwohnern.

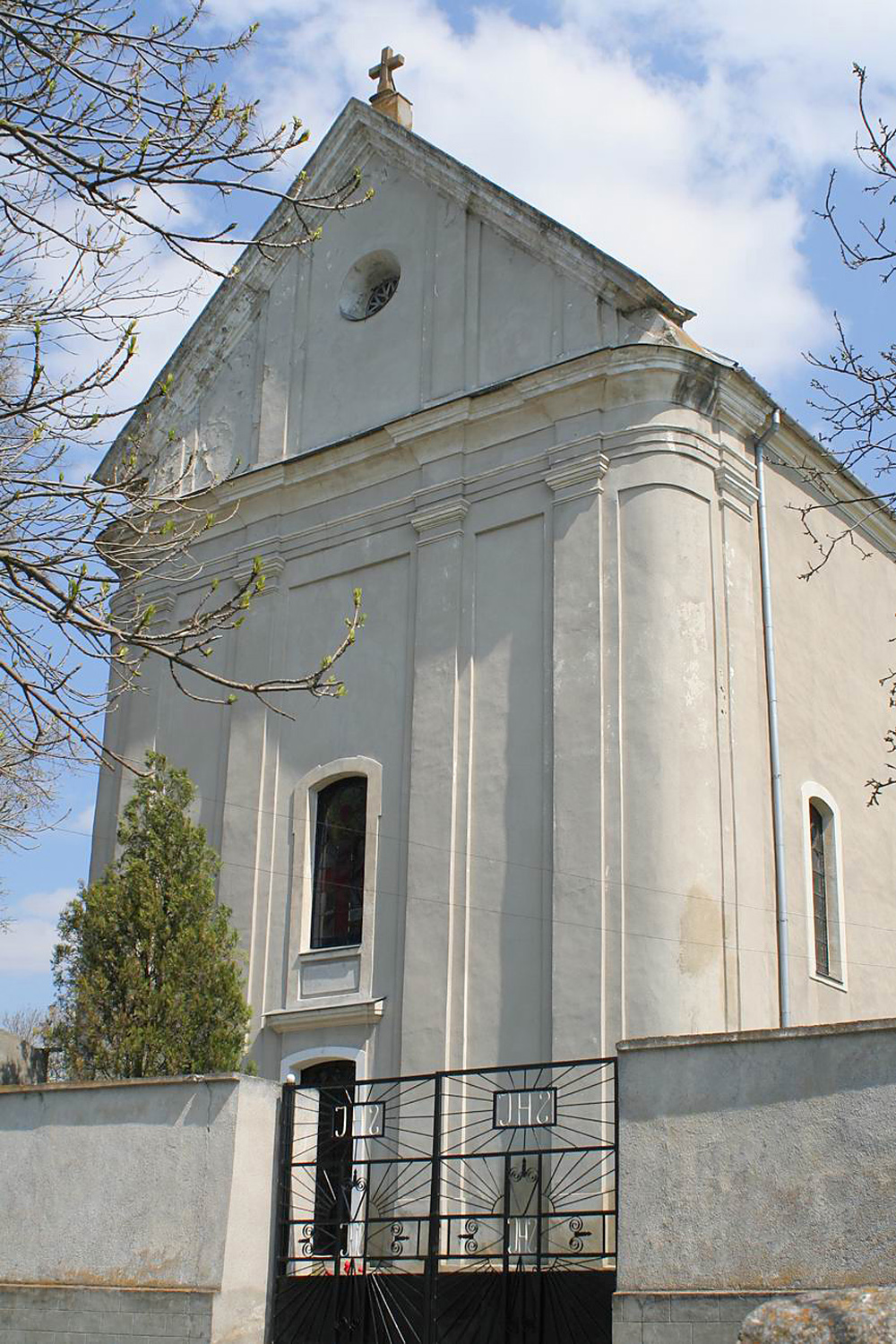
Kirche im Ort

Das Dorf wurde 1607 zum ersten Mal schriftlich erwähnt und liegt oberhalb des Ostufers der Ternawa (Тернава), 16 Kilometer östlich der Rajonshauptstadt Kamjanez-Podilskyj und 89 Kilometer südwestlich der Oblasthauptstadt Chmelnyzkyj, der Dnister verläuft südlich des Ortes.

## Verwaltungsgliederung
Am 13. August 2015 wurde das Dorf zum Zentrum der neugegründeten Landgemeinde Kytajhorod (Китайгородська сільська громада/Kytajhorodska silska hromada). Zu dieser zählen auch die 12 in der untenstehenden Tabelle aufgelisteten Dörfer, bis dahin bildete es zusammen mit den Dörfern Leniwka und Wychwatniwzi die gleichnamige Landratsgemeinde Kytajhorod (Китайгородська сільська рада/Kytajhorodska silska rada) im Osten des Rajons Kamjanez-Podilskyj.
Folgende Orte sind neben dem Hauptort Kytajhorod Teil der Gemeinde:
| Name                     | Name        | Name                       |
| ukrainisch transkribiert | ukrainisch  | russisch                   |
| ------------------------ | ----------- | -------------------------- |
| Browari                  | Броварі     | Бровари                    |
| Demschyn                 | Демшин      | Демшин (Demschin)          |
| Derewjane                | Дерев’яне   | Деревянное (Derewjannoje)  |
| Heletyna                 | Гелетина    | Гелетина (Geletina)        |
| Kalatschkiwzi            | Калачківці  | Калачковцы (Kalatschkowzy) |
| Kolodijiwka              | Колодіївка  | Колодиевка (Kolodijewka)   |
| Leniwka                  | Ленівка     | Леновка (Lenowka)          |
| Patrynzi                 | Патринці    | Патринцы (Patrinzy)        |
| Prywitne                 | Привітне    | Приветное (Priwetnoje)     |
| Rohisna                  | Рогізна     | Рогозна (Rogosna)          |
| Subitsch                 | Субіч       | Субич                      |
| Wychwatniwzi             | Вихватнівці | Выхватневцы (Wychwatnewzy) |